# Primo ministro del Belgio
Il primo ministro del Belgio (in olandese: Eerste minister van België, in francese: Premier ministre de Belgique, in tedesco: Premierminister von Belgien) è il capo del governo federale del Regno del Belgio e presiede il Consiglio dei ministri. Viene nominato dal Monarca in base alla maggioranza presente in Parlamento.
Il titolo di "primo ministro" ha cominciato ad essere utilizzato nei documenti ufficiali a partire dal 1918; prima di allora la carica era denominata "capo del gabinetto" (in francese chef de cabinet).

## Nomina
Il giorno dopo le elezioni federali, il primo ministro in carica presenta le dimissioni del suo governo al re. Quest'ultimo affida al governo dimissionario il compito di gestire gli affari correnti fino alla formazione di un nuovo governo e svolge delle consultazioni incontrando i presidenti di Camera e Senato, i leader dei principali partiti e alcune personalità del mondo politico, sociale ed economico per determinare le possibilità di formare un nuovo governo.
Dopo queste consultazioni, il re nomina un "informatore" (informateur) oppure un "formatore" (formateur). Se il re nomina un informatore, quest'ultimo svolgerà ulteriori consultazioni e presentarà un rapporto al re per aiutarlo a trovare un formatore. Tuttavia il re può anche nominare direttamente un formatore la cui missione è appunto quella, come indica il suo nome, di formare un governo. Se ci riesce, di solito viene nominato primo ministro del governo appena formato.

## Ruolo e funzioni
Oltre a coordinare le politiche governative, il primo ministro è responsabile della corretta esecuzione dell'accordo di coalizione. Presiede inoltre le riunioni del Consiglio dei ministri e gestisce i conflitti di competenze tra i ministri. Rappresenta inoltre la coalizione di governo in pubblico, sia in patria che all'estero. È il primo ministro che mantiene i contatti con il Re e presenta la dichiarazione politica del governo in Parlamento. Può anche chiedere al Parlamento un voto di fiducia, che può anche portare alle dimissioni del governo nel caso di una sfiducia costruttiva. A meno che il primo ministro non si dimetta per ragioni personali, l'intero governo decade con le sue dimissioni. Il primo ministro rappresenta il Belgio nelle varie organizzazioni internazionali, accanto al ministro degli affari esteri. In seguito alla riforma statale, il primo ministro ha acquisito una serie di compiti aggiuntivi, come tenere sotto controllo le relazioni tra le diverse regioni e comunità del paese e presiedere il comitato deliberativo composto dai rappresentanti governativi di tutte le entità federali. Nello svolgimento dei suoi compiti, il Primo Ministro è assistito dalla Cancelleria.